# أنوبيس
أنوبيس ((بالإغريقية: Ἄνουβις)‏، المصرية: jnpw، القبطية: ⲁⲛⲟⲩⲡ) هو الاسم الإغريقي لإله الموت، التحنيط، الحياة الأخرى، المقابر، والعالم السفلي (دوات) في الديانة المصرية القديمة. عادة ما يتم تصويره على شكل كلب أو رجل برأس كلب. توصل علماء الآثار إلى أن الحيوان الذي تم تقديسه كأنوبيس هو أحد الكلبيات المصرية، ابن آوى الأفريقي.
مثل العديد من الآلهة المصرية القديمة، تولى أنوبيس أدوار مختلفة في سياقات مختلفة. تم تصويره كحامي المقابر في وقت مبكر من الأسرة الأولى (ج 3100 - ج 2890 قبل الميلاد)، وكان أنوبيس أيضا مسؤولا عن التحنيط. بحلول المملكة الوسطى (حوالي 2055 - 1650 قبل الميلاد) تم استبداله بأوزوريس في دوره كسيد للعالم السفلي. كان أحد أدواره البارزة بمثابة مرشد الأرواح في الحياة الآخرة. كان يحضر فعاليات الميزان، التي يتم خلالها «وزن القلب»، ويتم تحديد ما إذا كان سيتم السماح للروح بدخول عالم الموتى. على الرغم من كونه واحدًا من أقدم الآلهة و«واحدًا من أكثر الآلهة التي تم ذكرها» في البانثيون المصري، لم يلعب أنوبيس أي دور في الأساطير المصرية.
تم تصوير أنوبيس باللون الأسود، وهو اللون الذي يرمز إلى التجديد، والحياة، وتربة نهر النيل، وتغير لون الجثة بعد التحنيط. يرتبط أنوبيس بشقيقه وبواوت، إله مصري آخر يصور برأس كلب أو على شكل أحد الكلبيات، لكن مع فرو رمادي أو أبيض. يفترض المؤرخون أنه تم الجمع بين الشخصيتين في النهاية. نظيرة أنوبيس الأنثى هي Anput. ابنته هي إلهة الأفاعي Kebechet، وربما أمت.

## الاسم
| i | n · p | w | C6 |

| i | n · p | w | E16 |

## التاريخ

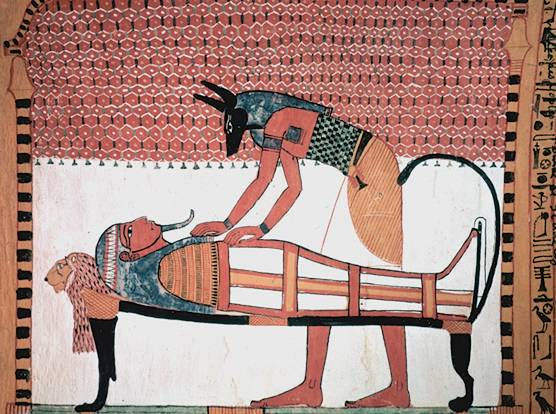
أنوبيس يحضر مومياء المتوفى.

في عصر الأسر المبكرة (حوالي 3100 - 2686 قبل الميلاد)، تم تصوير أنوبيس في شكل حيوان كامل، برأس وجسم ابن آوى. تم تصوير إله «ابن آوى»، وهو على الأرجح أنوبيس، في نقوش حجرية من عهد حور عحا، وجر، وغيرهم من الفراعنة في الأسرة الأولى. منذ عصر ما قبل التاريخ، عندما كان يتم دفن الموتى في قبور ضحلة، ارتبطت حيوانات «ابن آوى» بقوة بالمقابر لأنها كانت تبحث عن أجساد الموتى وتقتات على لحمها.  لذلك فبطريقة المحاربة بالمثل، تم اختيار «ابن آوى» لحماية الموتى، لأن «المشكلة الشائعة (وسبب القلق) من المؤكد أنها قد كانت حفر المقابر، بعد وقت قصير من الدفن، بواسطة ابن آوى والكلاب البرية الأخرى التي عاشت على هامش الحضارة».
أقدم ذكر نصي معروف لأنوبيس كان في نصوص أهرام المملكة القديمة (2686 -2181 قبل الميلاد)، حيث ارتبط بدفن الفرعون.
في المملكة القديمة، كان أنوبيس أهم إله للموتى. وحل محله في هذا الدور أوزوريس خلال عصر المملكة الوسطى (2000-1700 قبل الميلاد). في العصر الروماني، الذي بدأ في 30 ق.م. صورت لوحات المقابر أنوبيس وهو يمسك يد المتوفين لإرشادهم إلى أوزوريس.
تباينت أنساب أنوبيس حسب الأساطير والأوقات والمصادر. في الأساطير المبكرة، تم تصويره على أنه ابن رع. في نصوص التوابيت، التي كُتبت في الفترة الانتقالية الأولى (حوالي 2181-2055 قبل الميلاد)، أنوبيس هو نجل إما هيسات أو باستيت ذات رأس القط. وصفه مصدر آخر بأنه ابن رع ونفتيس. ذكر فلوطرحس اليوناني (حوالي 40-120 م) أن أنوبيس كان الابن غير الشرعي لنيفتيس وأوزيريس، لكن تبنته زوجة أوزوريس إيزيس:
يرى جورج هارت هذه القصة على أنها "محاولة لدمج أنوبيس الإله المستقل داخل "البانثيون الأوزيري"". تطلق بردية مصرية من العصر الروماني (30-380 ميلادية) على أنوبيس اسم "ابن إيزيس".

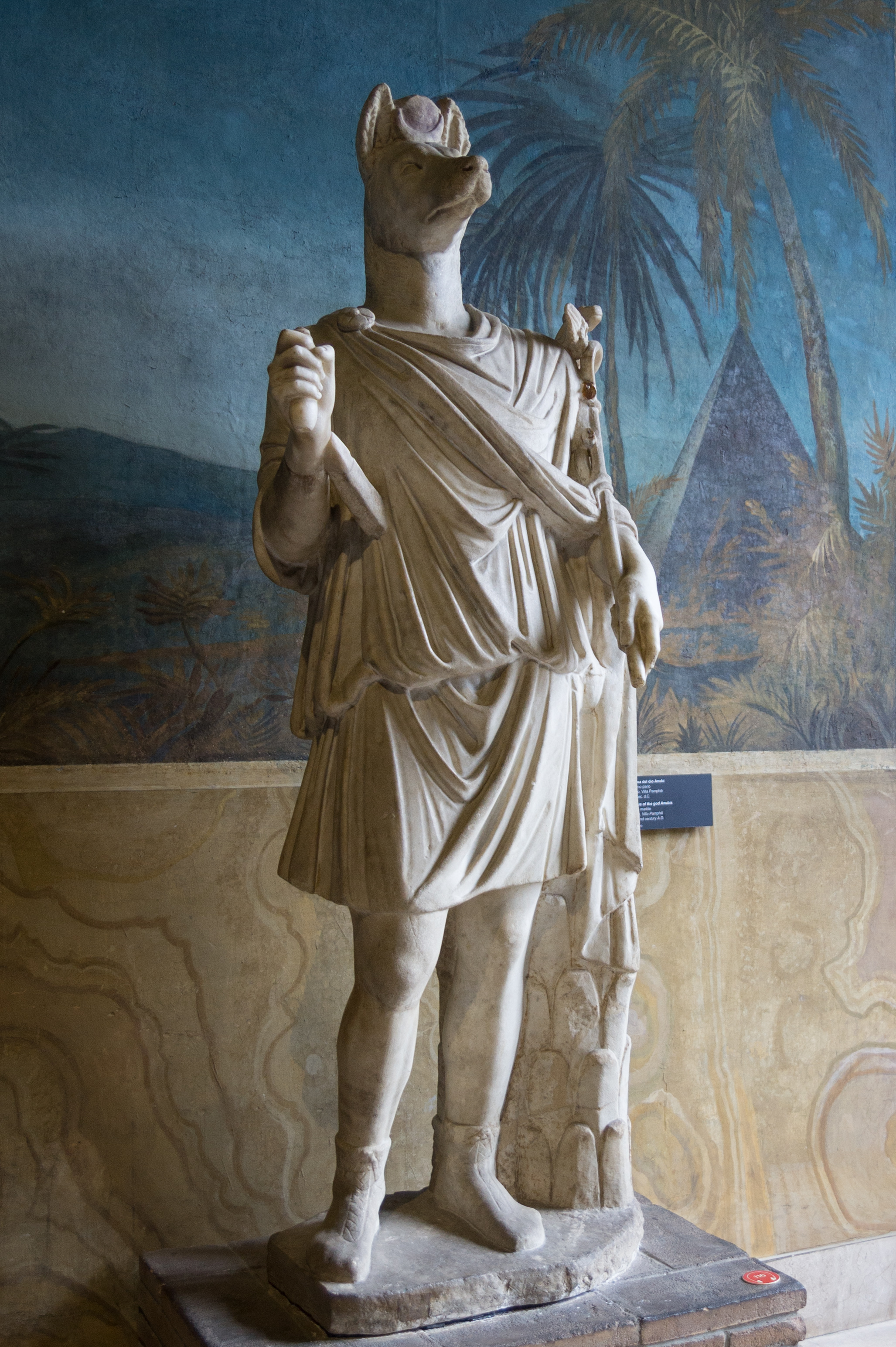
تمثال هيرمانوبيس، مزيج من أنوبيس والإله اليوناني هيرميز (متاحف الفاتيكان)

في الفترة البطلمية (350-30 قبل الميلاد)، عندما أصبحت مصر مملكة هلنستية يحكمها الفراعنة اليونانيون، اندمج أنوبيس مع الإله اليوناني هيرميس، ليصبح هيرمانوبيس.  كان الإلهان يُعتبران متشابهين لأنهما مرشدان للأرواح إلى الحياة الآخرة. كان مركز هذه العبادة في سينوبوليس، وهو المكان الذي يعني اسمه اليوناني «مدينة الكلاب». في الجزء الحادي عشر من الحمار الذهبي للوكيوس أبوليوس، هناك دليل على أن عبادة هذا الإله استمرت في روما خلال القرن الثاني على الأقل. في الواقع، يظهر هيرمانوبيس أيضًا في الأدب الخيميائي والهرمسي في القرون الوسطى وعصر النهضة.
على الرغم من أن الإغريق والرومان سخروا عادة من الآلهة المصرية التي كان لها رؤوس حيوانية واعتبروها غريبة وبدائية، إلا أن أنوبيس أصبح مرتبطًا أحيانًا بسيريوس في السماء وسيربيروس وهاديس في العالم الآخر. في حواراته، أفلاطون غالبا ما يذكر أن سقراط كان يقسم «بالكلب» (kai me ton kuna)، «بكلب مصر»، و«بالكلب، إله المصريين»، لغرض التأكيد ولمناشدة أنوبيس كحكم للحقيقة في العالم السفلي.

## الأدوار

### حامي المقابر

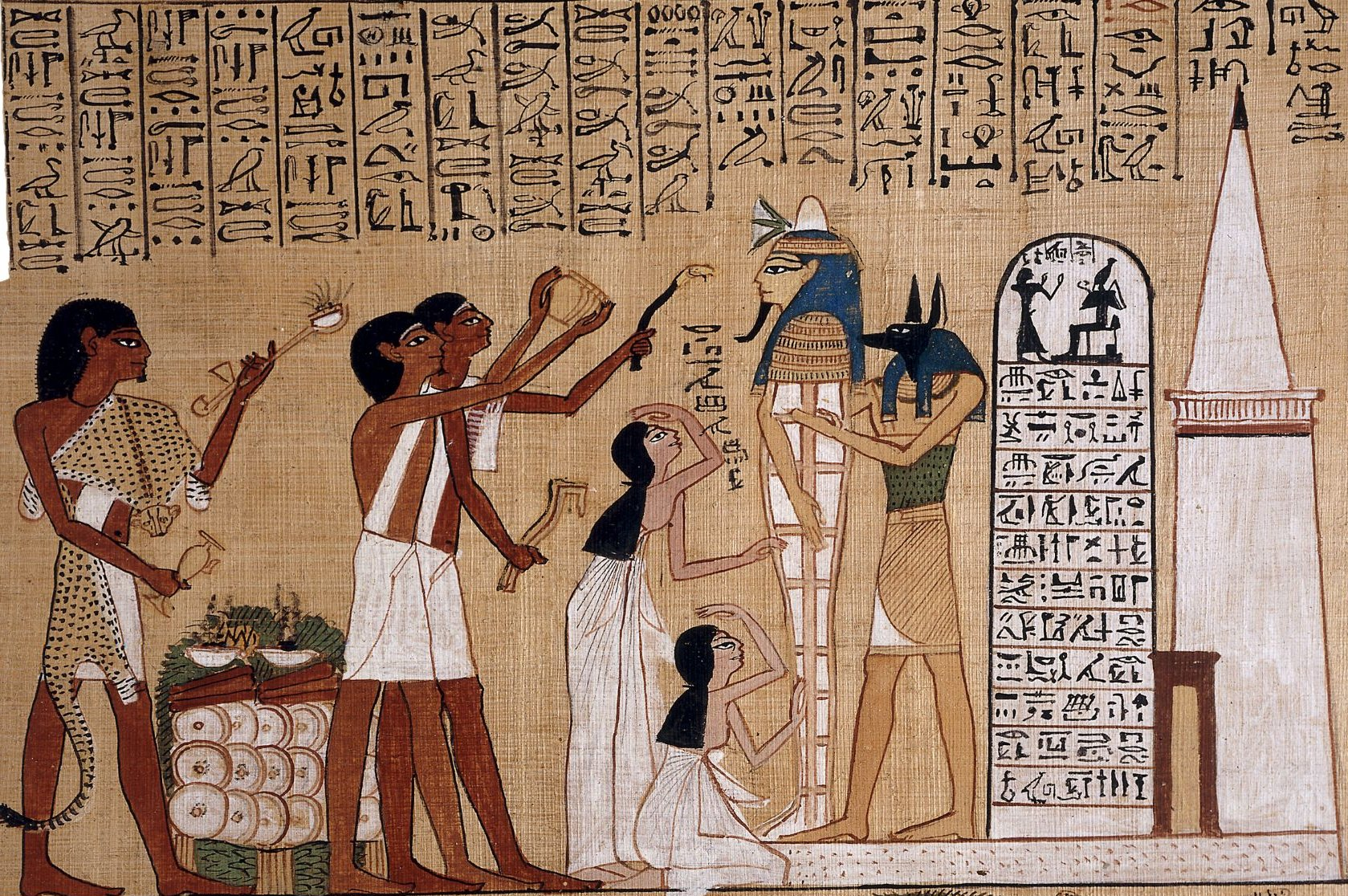
طقوس فتح الفم

على عكس الذئاب الحقيقية، كان أنوبيس حاميًا للمقابر. العديد من الخطب الملحقة باسمه في النصوص والنقوش المصرية تشير إلى هذا الدور. لقد أشار لقب Khenty-imentiu، والذي يعني "أول الغربيين" (وكان أيضًا اسم إله جنائزي آخر)، إلى وظيفته الوقائية لأن الموتى كانوا عادةً يدفنون على الضفة الغربية لنهر النيل. أخذ أسماء أخرى فيما يتعلق بدوره الجنائزي، مثل tpy-ḏw.f "الذي هو على جبله" (أي يحافظ على المقابر من أعلى) وnb-t3-ḏsr "رب الأرض المقدسة""، مما جعله إلهًا للمدينة الجنائزية.
تروي إحدى البرديات قصة أخرى حيث قام أنوبيس بحماية جسد أوزوريس من سيت. ست حاول مهاجمة جثة أوزوريس عن طريق تحويل نفسه إلى نمر. أوقفه أنوبيس وقام بإخضاعه. ثم قام أنوبيس بسلخ ست وارتدى جلده كتحذير ضد الأشرار الذين يدنسون مقابر الموتى. ارتدى الكهنة الذين حضروا جنازات الموتى جلد النمور من أجل الاحتفال بانتصار أنوبيس على سيت.
وكان بمعظم المقابر القديمة صلوات لأنوبيس منحوتة عليها.

### محنط
بصفته "jmy-wt" «الذي هو في مكان التحنيط»، ارتبط أنوبيس بالتحنيط. كان يُطلق عليه أيضًا "ḫnty zḥ-nṯr" «هو الذي يرأس مقصورة الآلهة»، ويمكن أن تشير كلمة «مقصورة» إما إلى المكان الذي تم فيه التحنيط أو حجرة دفن الفرعون.
في أسطورة إيزيس وأوزوريس، ساعد أنوبيس إيزيس في تحنيط أوزوريس. عندما ظهرت أسطورة أوزوريس، قيل إنه بعد مقتل أوزوريس على يد ست، أعطيت أعضاء أوزوريس لأنوبيس كهدية. ومع هذا الارتباط، أصبح أنوبيس راعي وإله المحنطين؛ أثناء طقوس التحنيط، تظهر الرسوم التوضيحية من كتاب الموتى كاهنًا يرتدي قناع ذئب يساعد في تحنيط المومياء.

### مرشد الأرواح
بحلول العصر الفرعوني المتأخر (664 - 332 قبل الميلاد)، كان أنوبيس يصور غالبًا على أنه يهدي الأفراد من عالم الأحياء إلى الحياة الآخرة. على الرغم من أن دورًا مشابهًا قامت به حتحور، فقد تم اختيار أنوبيس كثيرا لإنجاز هذه الوظيفة. وصف الكتّاب اليونانيون من الفترة الرومانية للتاريخ المصري هذا الدور بأنه دور "Psychopomp"، وهو مصطلح يوناني يعني «مرشد الأرواح» الذي استخدموه للإشارة إلى إلههم هيرميز، الذي لعب هذا الدور أيضًا في الدين الإغريقي. يصور الفن الجنائزي في تلك الفترة أنوبيس يرشد الرجال أو النساء الذين يرتدون ملابس إغريقية إلى أوزوريس، الذي كان قد حل محل أنوبيس منذ فترة طويلة كحاكم للعالم السفلي. 

### وزن القلب

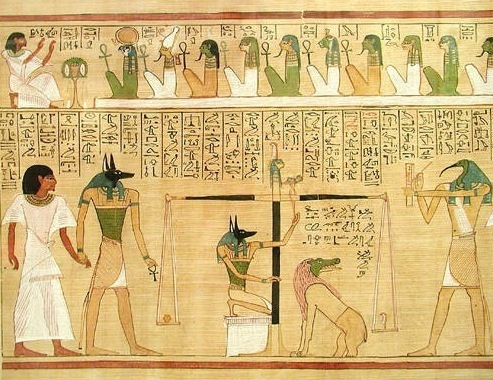
"وزن القلب" من كتاب الموتى الخاص بـ حونفر. يتم تصوير أنوبيس على أنه يرشد المتوفى إلى الأمام ويتحكم بالميزان، تحت رقابة تحوت.

كان أحد أدوار أنوبيس هو «حارس الموازين». يظهر المشهد الذي يصور وزن القلب، في كتاب الموتى، أنوبيس يقوم بإجراء قياس يحدد ما إذا كان الشخص يستحق الدخول إلى عالم الموتى (العالم السفلي، المعروف باسم دوات). من خلال تقييم قلب الشخص المتوفى عبر ماعت (أو «الحقيقة»)، والتي كان يتم تمثيلها في الغالب كريشة نعام، كان أنوبيس يحدد مصير النفوس. سوف تلتهم أمت الأرواح الأثقل من الريشة، أما الأرواح الأخف من الريشة فتصعد إلى الوجود السماوي.

## التصوير في الفن

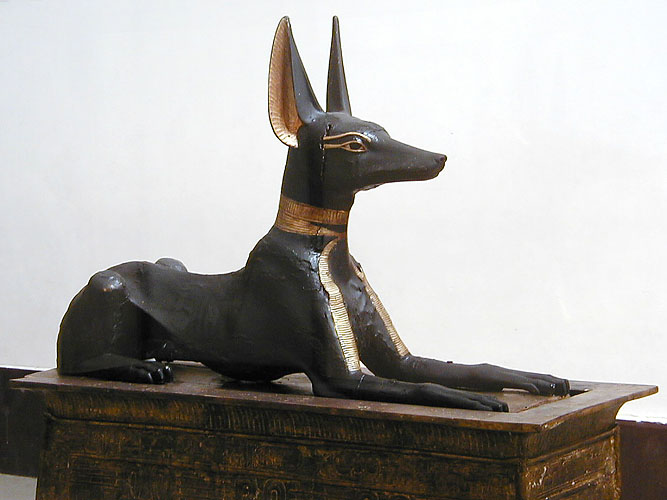
تمثال راقد لأنوبيس كذئب أسود (من قبر توت عنخ آمون)

كان أنوبيس أحد أكثر الآلهة الممثلة في الفن المصري القديم. تم تصويره على المقابر الملكية من الأسرة الأولى؛ ومع ذلك، كان لديه طائفة عبادة متطورة بالفعل قبل ذلك لأنه يعتقد أنه أضيف إلى الجدران لحماية الموتى. يتعامل أنوبيس عادة مع جثة الملك، ويقدم طقوسًا تحنيطًا وجنازات، أو يقف مع زملائه من الآلهة في فعاليات وزن القلب في قاعة الحقيقتين (ماعت). واحدة من أكثر تمثيلاته شعبية هي تصويره بجسد رجل ورأس ابن آوى مع آذان مدببة، واقفا أو راكعا، وممسكا بمقياس من الذهب بينما يتم وزن قلب الروح عن طريق ريشة الحقيقة.
في فترة الأسرة المبكرة، تم تصويره على شكل حيوان، ككلب أسود. لم يمثل اللون الأسود المميز لأنوبيس الحيوان، بل كان له عدة معان رمزية. مثل «تغير لون الجثة بعد معالجتها بالنطرون وتلطيخ الأغلفة بمادة راتنجية أثناء التحنيط».  أيضا لكونه لون الطمي الخصب لنهر النيل، فبالنسبة للمصريين، يرمز الأسود أيضًا إلى الخصوبة وإمكانية ولادة جديدة في الحياة الآخرة. في المملكة الوسطى، غالبًا ما تم تصوير أنوبيس على أنه رجل برأس ابن آوى. تم العثور على صورة نادرة للغاية له في شكل بشري كامل في قبر رمسيس الثاني في أبيدوس.
في السياقات الجنائزية، يظهر أنوبيس أثناء تحضير مومياء شخص متوفى أو يجلس على قبر يحميه. كما تصور أختام مقابر المملكة الحديثة أنوبيس جالسًا فوق الأقواس التسعة التي تمثل هيمنته على أعداء مصر.

## صور

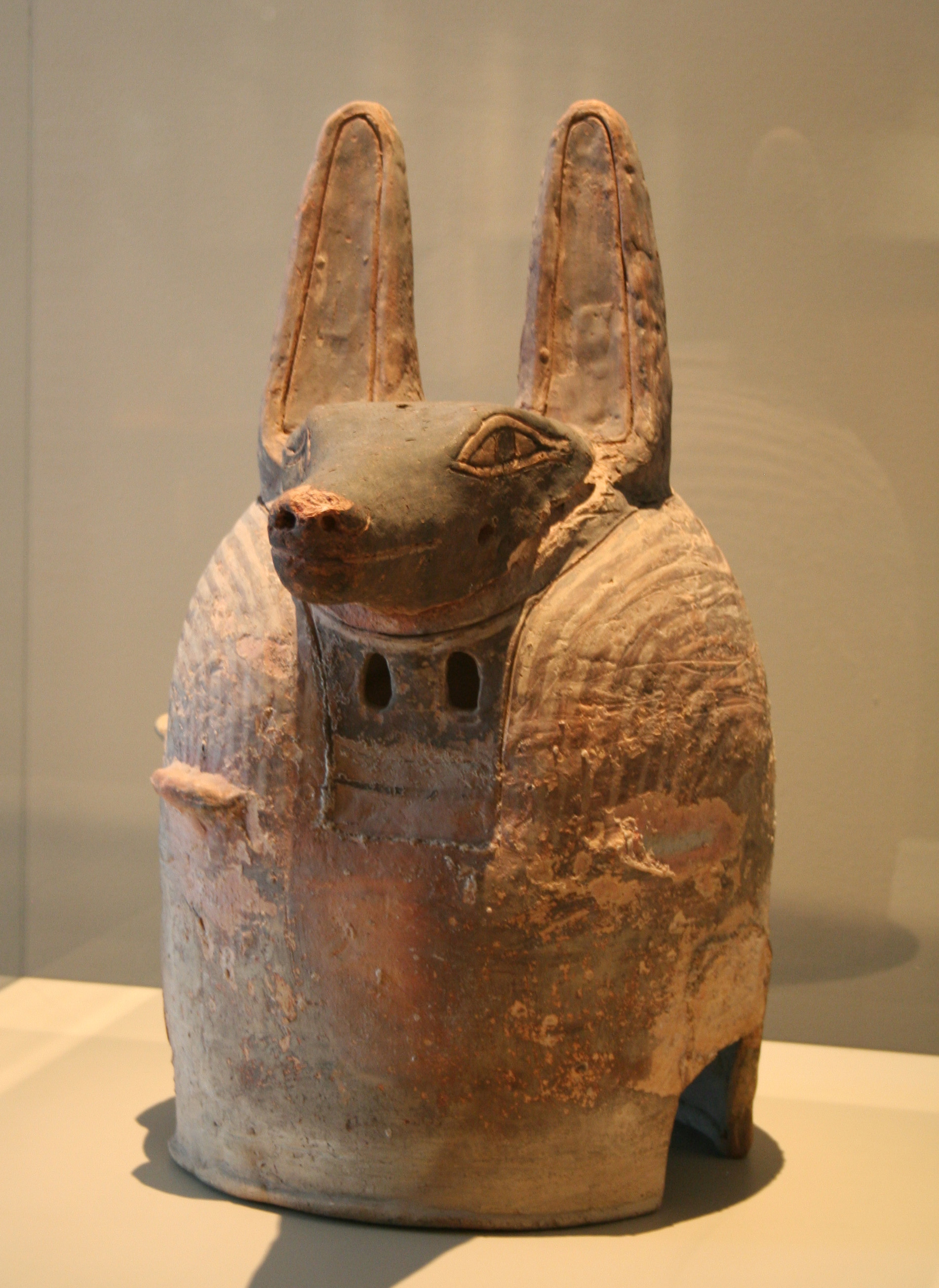
قناع أنوبيس
قناع أنوبيس
- ملف:(Royal Pump Room, Harrogate)
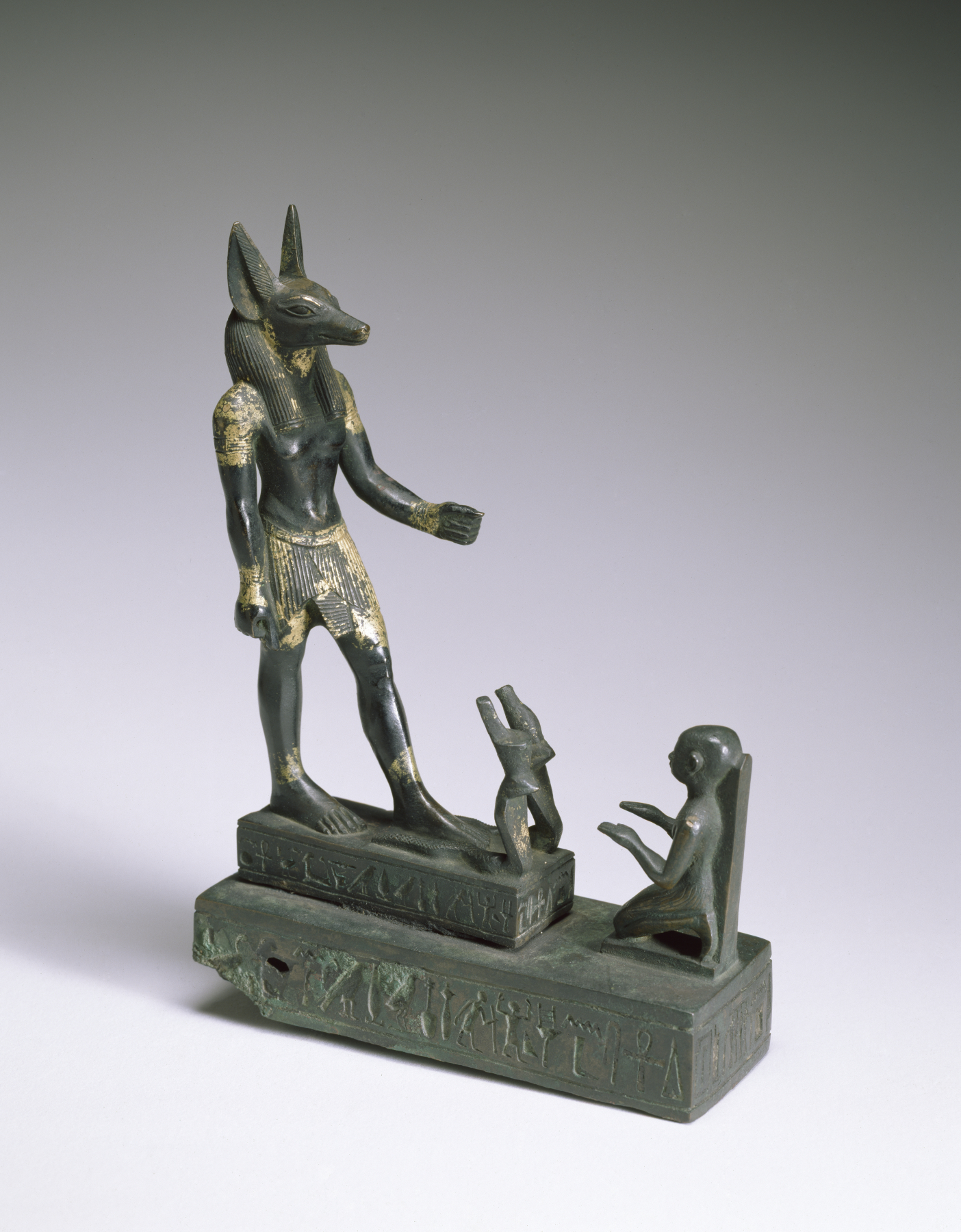
عابد يركع أمام أنوبيس
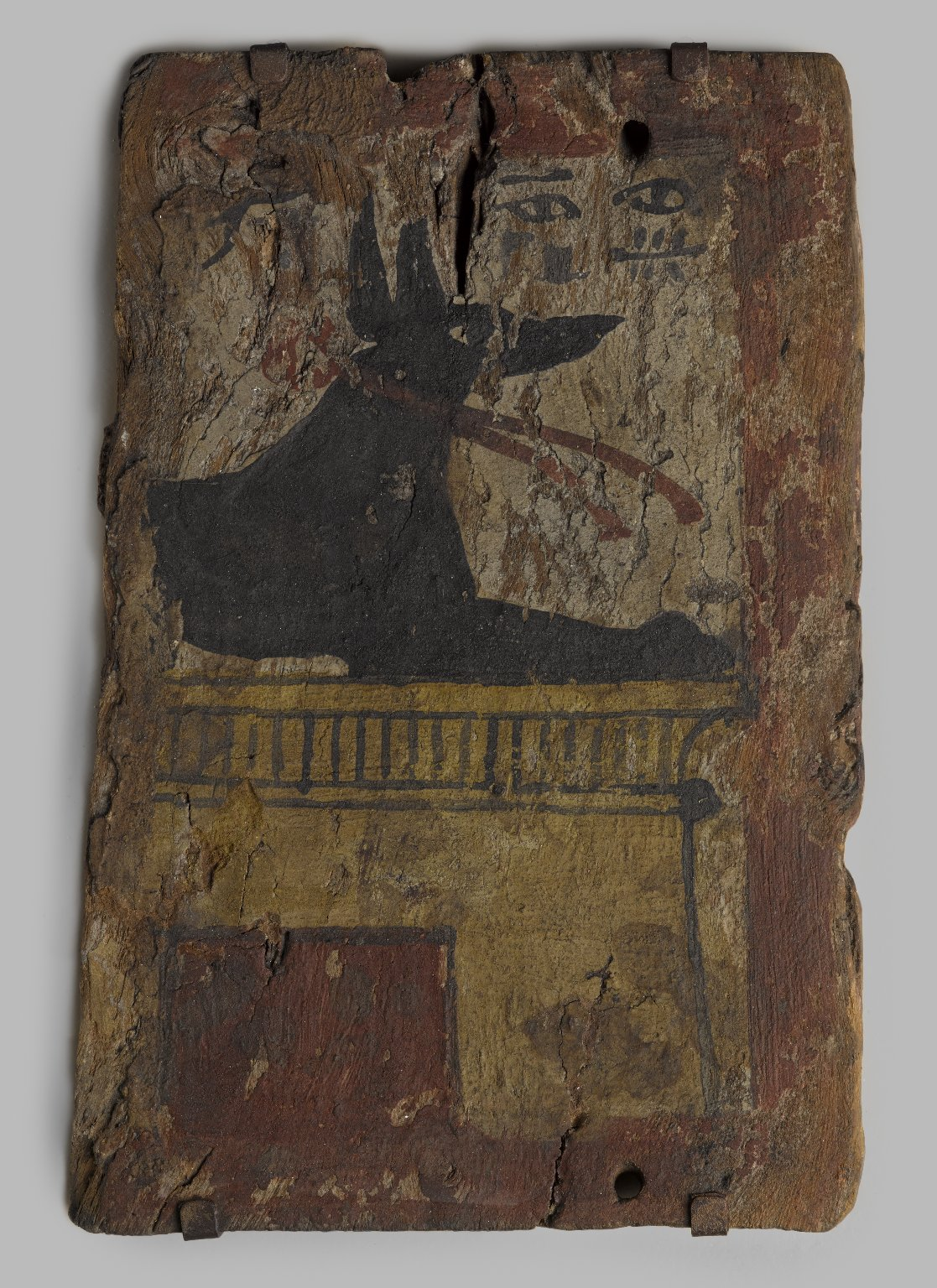
قطعة تابوت عليها صورة أنوبيس، 1550–712 قبل الميلاد، متحف بروكلين

## العبادة
على الرغم من أنه لا يظهر في العديد من الأساطير، إلا أنه كان يتمتع بشعبية كبيرة بين المصريين وأصحاب الثقافات أخرى. ربطه الإغريق بإلههم هيرميز، الإله الذي يقود الموتى إلى الحياة الآخرة. كان الاثنان يعرفان فيما بعد باسم هيرمانوبيس. كان أنوبيس مقدسا بشدة لأنه على الرغم من المعتقدات الحديثة، كان يعطى الناس الأمل. أعجب الناس بضمان احترام جسدهم عند الموت، وحماية أرواحهم والحكم العادل عليهم.
كان لدى أنوبيس كهنة ذكور يلبسون أقنعة خشبية تشبه أنوبيس عند أداء الطقوس. وكان مركز عبادته في سينوبوليس في صعيد مصر ولكن تم بناء النصب التذكارية له في كل مكان وكان تبجيله في كل جزء من البلاد.

## في الثقافة الشعبية
في الثقافة الشعبية والإعلامية، غالبًا ما يتم تصوير أنوبيس على أنه إله الموت الشرير. اكتسب شعبية خلال القرنين العشرين والواحد والعشرين من خلال الكتب وألعاب الفيديو والأفلام حيث يمنحه الفنانون قوى شريرة وجيشًا خطيرًا. على الرغم من سمعته الشائنة، فإن صورته لا تزال من بين الأكثر شهرة بين الآلهة المصرية وما زالت نسخ طبق الأصل من تماثيله ولوحاته شعبية.